# ارمنستان در مسابقه آواز یوروویژن ۲۰۱۶

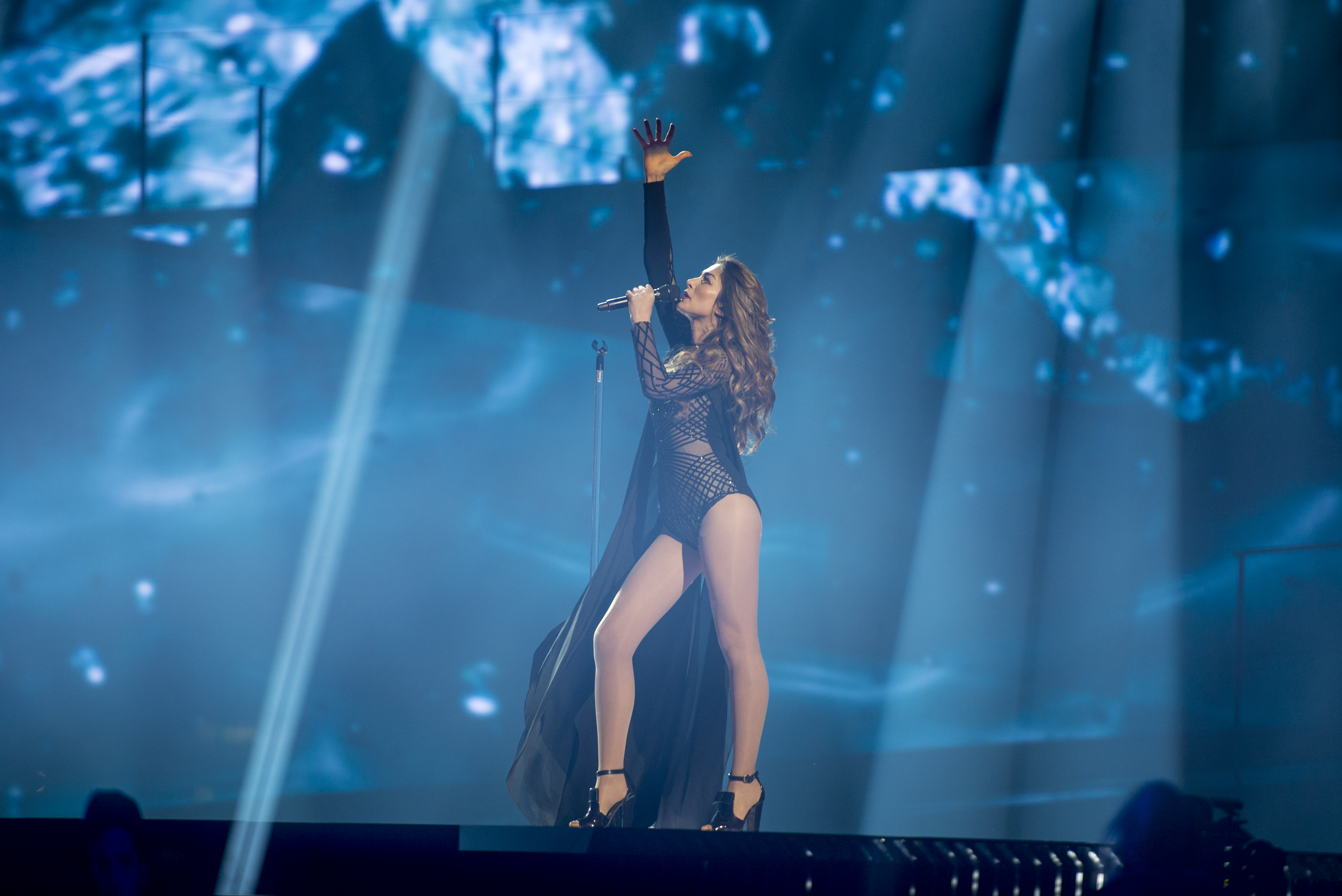
ایوتا موکوچیان در حال اجرای «موج عشق» در استکهلم

ارمنستان در مسابقه آواز یوروویژن ۲۰۱۶ (انگلیسی: Armenia in the Eurovision Song Contest 2016) که در استکهلم، سوئد برگزار شد، با ترانه «موج عشق» شرکت کرد. این ترانه توسط لیلیت ناوَساردیان، لِوون ناوَساردیان، ایوتا موکوچیان و استفانی کراچفیلد نوشته شده بود و توسط ایوتا موکوچیان اجرا شد.
ایوتا موکوچیان از طریق انتخاب داخلی توسط شبکه تلویزیونی عمومی ارمنستان (AMPTV) به‌عنوان نماینده ارمنستان در یوروویژن ۲۰۱۶ انتخاب شد. این خبر در تاریخ ۱۳ اکتبر ۲۰۱۵ اعلام شد. ترانه «موج عشق» در تاریخ ۲ مارس ۲۰۱۶ به‌طور رسمی به عموم معرفی شد.
«موج عشق» ترانه‌ای با فضای پاپ-الکترونیک و با پیام مثبت عشق و اتحاد بود. این اثر از جمله ترانه‌هایی بود که در آن سال در یوروویژن توجه بسیاری را جلب کرد و اجرای قدرتمند ایِوتا موکچانیان با صدای خاص و صحنه‌آرایی جذابش توانست لحظاتی به‌یادماندنی را خلق کند.
در نیمه‌نهایی یوروویژن ۲۰۱۶، «موج عشق» توانست به فینال صعود کند و در نهایت در جایگاه ۷ در فینال قرار گرفت و ۲۰۰ امتیاز کسب کرد. این نتیجه برای ارمنستان یک موفقیت بزرگ محسوب می‌شد و ایِوتا موکچانیان یکی از نمایندگان برجسته ارمنستان در تاریخ یوروویژن به‌شمار می‌آید.
ارمنستان در نیمه‌نهایی اول مسابقه یوروویژن ۲۰۱۶ که در تاریخ ۱۰ مه ۲۰۱۶ برگزار شد، با ترانه «موج عشق» به رقابت پرداخت. این ترانه که توسط ایوتا موکوچیان اجرا شد، در جایگاه ۷ به نمایش درآمد. پس از پایان نیمه‌نهایی، اعلام شد که «موج عشق» در میان ۱۰ اثر برتر قرار گرفته و به این ترتیب توانست به فینال یوروویژن ۲۰۱۶ که در تاریخ ۱۴ مه ۲۰۱۶ برگزار شد، صعود کند.
بعدها مشخص شد که ارمنستان در نیمه‌نهایی در جایگاه دوم از میان ۱۸ کشور شرکت‌کننده قرار گرفت و ۲۴۳ امتیاز کسب کرد. این موفقیت چشمگیر نشان‌دهنده تأثیر مثبت ایوتا موکوچیان و ترانه «موج عشق» در بین رای‌دهندگان بود.
در فینال یوروویژن، ارمنستان در جایگاه ۲۶ به‌عنوان آخرین اجرا ظاهر شد. این اجرای پرانرژی و جذاب، ارمنستان را در جایگاه هفتم از میان ۲۶ کشور شرکت‌کننده قرار داد و ۲۴۹ امتیاز کسب کرد. این نتیجه یکی از بهترین نتایج ارمنستان در تاریخ یوروویژن بود و نشان‌دهنده موفقیت ایِوتا موکچانیان در ارائه یک نمایش فوق‌العاده به‌عنوان نماینده این کشور بود.

## تاریخچه

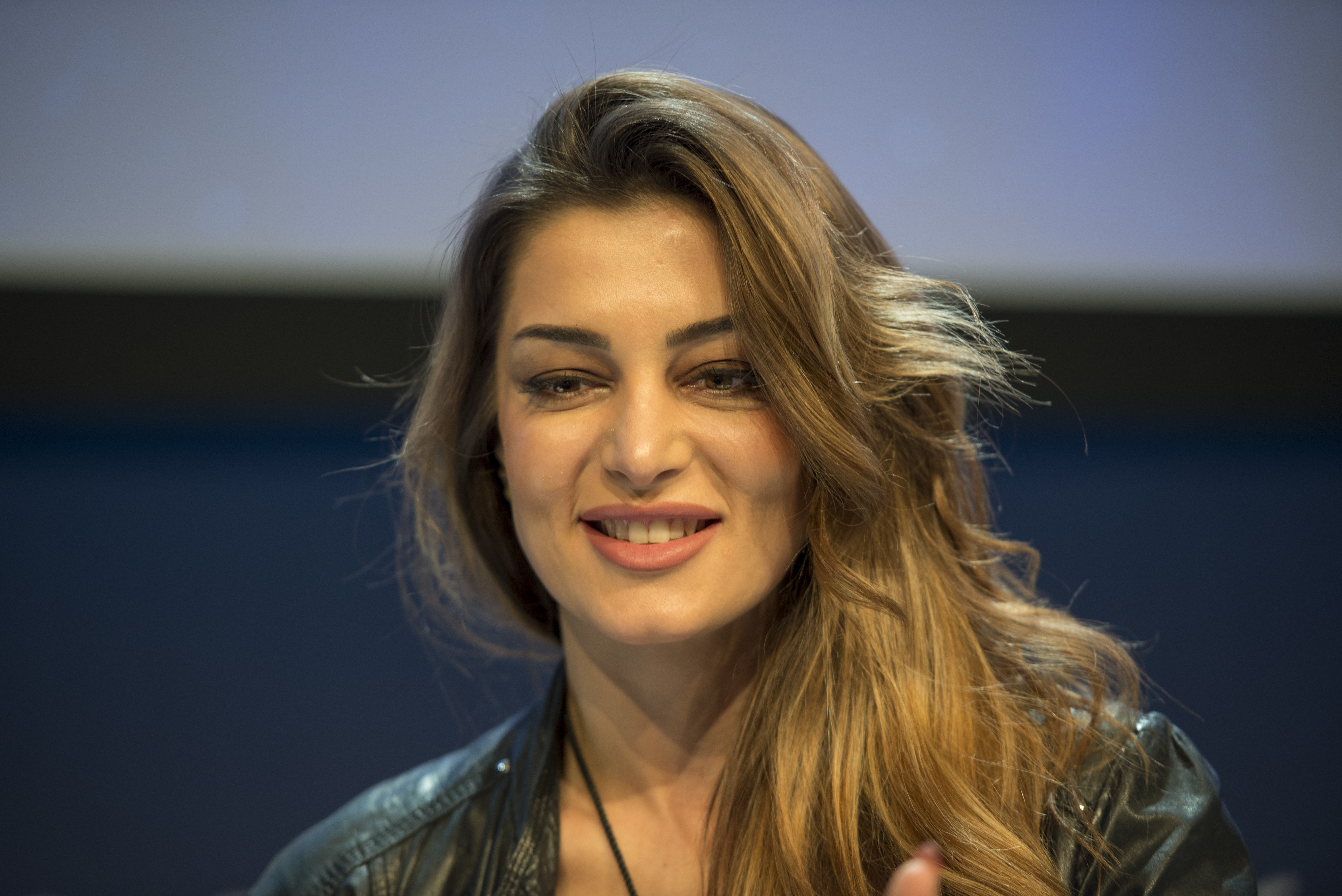
ایوتا موکوچیان در طی یک دیدار مطبوعاتی و احوالپرسی

قبل از مسابقه ۲۰۱۶، ارمنستان نه بار از زمان اولین حضورش در مسابقه آواز یوروویژن ۲۰۰۶ در مسابقه آواز یوروویژن شرکت کرده بود. بالاترین رتبه آن‌ها در این مسابقه تا این مرحله رتبه چهارم بوده است که این کشور در دو نوبت در سال ۲۰۰۸ با آهنگ "کله کله" با اجرای سیروشو و در سال ۲۰۱۴ با آهنگ "تنها نیستی " با اجرای آرام ام‌پی۳ به آن دست یافت. ارمنستان تا این مرحله تنها در یک مورد در سال ۲۰۱۱ نتوانسته بود به فینال راه پیدا کند. این کشور در سال ۲۰۱۲ به دلیل تنش‌های طولانی مدت با کشور میزبان آن زمان جمهوری آذربایجان برای مدت کوتاهی از مسابقه کنار رفت. در سال ۲۰۱۶، " موج عشق " با اجرای ایوتا موکوچیان در رده هفتم فینال قرار گرفت.
پخش کننده ملی ارمنستان، تلویزیون عمومی ارمنستان شبکه ارمنستان ۱ (AMPTV)، این رویداد را در ارمنستان پخش می‌کند و فرایند انتخاب برای ورود این کشور را سازماندهی می‌کند. ارمنستان ۱ قصد خود را برای شرکت در مسابقه آواز یوروویژن ۲۰۱۶ در ۲۵ سپتامبر ۲۰۱۵ تأیید کرد. ارمنستان در گذشته از روش‌های مختلفی برای انتخاب شرکت کننده ارمنستان مانند یک فینال زنده تلویزیونی ملی برای انتخاب مجری، آهنگ یا هر دو برای رقابت در یوروویژن استفاده کرده است. با این حال انتخاب‌های داخلی نیز در مواردی برگزار شده است. از سال ۲۰۱۴، پخش کننده به صورت داخلی هم هنرمند و هم آهنگ را انتخاب کرد. با این حال، شبکه ارمنستان ۱ همراه با تأیید شرکت خود اعلام کرد که یک فینال ملی برای انتخاب مجری ارمنی برای مسابقه ۲۰۱۶ با انتخاب داخلی آهنگ برگزار خواهد شد.

## قبل از یوروویژن
شرکت ارمنی برای مسابقه آواز یوروویژن ۲۰۱۶ به صورت داخلی توسط AMPTV انتخاب شد. در ۲۵ سپتامبر ۲۰۱۵، پخش کننده یک ویدیوی تیزر منتشر کرد که نشان می‌داد یک هنرمند انتخاب شده است و نام آنها در ۱۳ اکتبر ۲۰۱۵ اعلام می‌شود در جریان برنامه AMPTV Profession – Journalist در ۱۳ اکتبر، ایوتا موکوچیان به عنوان نماینده ارمنستان معرفی شد.